# Pretty Paper
Pretty Paper è il ventiquattresimo album in studio del cantante di musica country statunitense Willie Nelson, pubblicato nel 1979.
Si tratta del primo album natalizio nell'artista.

## Tracce
Side 1
1. Pretty Paper
2. White Christmas
3. Winter Wonderland
4. Rudolph the Red-Nosed Reindeer
5. Jingle Bells
6. Here Comes Santa Claus

Side 2
1. Blue Christmas
2. Santa Claus Is Coming to Town
3. Frosty the Snowman
4. Silent Night
5. Little Town of Bethlehem
6. Christmas Blues (Instrumental)